# 千葉西総合病院
医療法人徳洲会 千葉西総合病院（いりょうほうじんとくしゅうかい ちばにしそうごうびょういん）（英名：Chiba-Nishi General Hospital）は、千葉県東葛北部医療圏の2次救急指定医療告示機関、臨床研修指定病院である。徳洲会グループに属する。同院の院長三角和雄はカテーテル治療の世界的権威であり心臓病センターは、経皮的冠動脈形成術、いわゆる心臓カテーテル治療の件数において、毎年国内上位にランクされており、2010年の2591件、2011年の2552件、2012年の2618件は日本全国1位である。
病院の上部には非公共用ヘリポートがあり、VIPクラスの入院や緊急搬送にも対応している。

## 診療科
- 内科
- 呼吸器内科
- 循環器内科
- 糖尿病内科
- 腎臓内科
- 血液内科
- 消化器内科
- 神経内科
- 外科
- 心臓血管外科
- 整形外科
- 脳神経外科
- 形成外科
- 小児科
- 皮膚科
- 泌尿器科
- 産婦人科
- 眼科
- 耳鼻咽喉科
- リハビリテーション科
- 放射線科
- 病理診断科
- 臨床検査科
- 歯科・歯科口腔外科
- 麻酔科

## 指定医療機関
- 保険医療機関
- 労災保険指定医療機関
- 生活保護法指定医療機関
- 結核予防法指定医療機関
- 被爆者一般疾病医療機関
- 身体障害者福祉法医師指定医療機関
- 障害者自立支援法指定医療機関（心臓血管外科・口腔外科）
- 厚生労働省臨床研修指定病院
- 救急病院告示指定病院
- 産科医療補償制度加入病院
- DPC対象病院

## 基本診療料の施設基準
- 一般病棟入院基本料：10対1
- 特定集中治療室管理料（10床）
- ハイケアユニット入院医療管理料（12床）
- 救急医療管理加算・乳幼児救急医療管理加算
- 臨床研修病院入院診療加算
- 診療録管理体制加算
- 医療安全対策加算1
- 一般病棟看護必要度評価加算
- 急性期看護補助加算1
- 医師事務作業補助体制加算：20対1
- 重症者等療養環境特別加算（27床）
- 栄養管理実施加算
- 褥瘡患者管理加算
- 急性期病棟等退院調整加算1・慢性期病棟等退院調整加算1・総合評価加算
- 超急性期脳卒中加算
- 妊産婦緊急搬送入院加算
- 救急搬送患者地域連携紹介加算
- 褥瘡ハイリスク患者ケア加算
- ハイリスク妊娠管理加算
- ハイリスク分娩管理加算
- 地域歯科診療支援病院歯科初診料、歯科外来診療環境体制加算

## 特掲診療料の施設基準
- 開放型病院共同指導料
- 薬剤管理指導料・医薬品安全性情報等管理体制加算
- クラウン・ブリッジ維持管理料
- 抗悪性腫瘍剤処方管理加算
- 医療機器安全管理料I
- 透析液水質確保加算
- 検体検査管理加算（I）、（IV）
- 血液細胞核酸増幅同定検査
- HPV核酸同定検査
- 心臓カテーテル法による諸検査の血管内視鏡検査加算
- 埋込型心電図検査
- 神経学的検査
- センチネルリンパ節生検、乳がんセンチネルリンパ節加算2
- 画像診断管理加算1
- CT撮影及びMRI撮影
- 冠動脈CT撮影加算
- 外来化学療法加算1
- 無菌製剤処理料
- 小児科外来診療料
- 心大血管疾患リハビリテーション料（I）
- 脳血管疾患等リハビリテーション料（I）
- 運動器リハビリテーション料（I）
- 呼吸器リハビリテーション料（I）
- 脳刺激装置植込術（頭蓋内電極植込術を含む。）、脳刺激装置交換術
- 脊髄刺激装置植込術、脊髄刺激装置交換術
- 経皮的冠動脈形成術（高速回転式経皮経管アテレクトミーカテーテルによるもの）
- 経皮的中隔心筋焼灼術
- ペースメーカー移植術、ペースメーカー交換術
- 両心室ペースメーカー移植術、両心室ペースメーカー交換術
- 埋込型除細動器移植術、埋込型除細動器交換術
- 両室ペーシング機能付き埋込型除細動器移植術及び両室ペーシング機能付き埋込型除細動器交換術
- 埋込型心電図記録計移植術、埋込型心電図記録計摘出術
- 大動脈バルーンパンピング法（IABP法）
- 補助人工心臓
- 体外衝撃波腎・尿管結石破砕術
- 麻酔管理料（I）
- 地域連携診療計画管理料
- 小児食物アレルギー負荷検査
- 歯科治療総合医療管理料

## 交通アクセス
- 京成バス千葉西病院バス停留所より徒歩約3分（経路案内）
- 京成松戸線「常盤平駅」北口より徒歩約7分（経路案内）※無料送迎バスを運行している（平日午前）

## 系列病院
- 鎌ケ谷総合病院（千葉県鎌ケ谷市）